# Reithrodontomys brevirostris
Reithrodontomys brevirostris és una espècie de mamífer rosegador de la família dels cricètids. Viu a altituds d'entre 1.100 i 2.300 msnm a Costa Rica i Nicaragua. Els seus hàbitats naturals inclouen els cafetars, els canyons rocosos i les selves nebuloses. És una espècie en risc mínim, és a dir, no sembla que hi hagi cap amenaça significativa per a la seva supervivència. El seu nom específic, brevirostris, significa ‘musell curt’ en llatí.